# 美亞人
美亞人（英文：Amerasian），主要是指駐在亞洲的美軍人員與亞洲女性在亞洲所生下的混血兒。但有時也被用來描述在美國的亞洲人與非亞洲人所生下的混血兒。
這些人主要分部在菲律賓、泰國（布吉和芭堤雅）、日本本土、日本沖繩縣、韓國、前南越、台湾，其中人數最多的是曾經擁有美國最大的海外空軍及海軍基地的菲律賓。

## 歷史
這名詞最早是由作家賽珍珠在1960年代開始使用，並在1982年被美国移民及归化局定義並使用，當時的公文內指的是1950年12月31日以後至1982年10月22日期間在韓國、越南、寮國、柬埔寨、泰國出生，且父親為美國公民的人。
通常指的就美軍及其工作人員在朝鮮戰爭和越南戰爭期間，在戰場及週邊基地與亞洲女性生下的子女。同盟国军事占领日本时期，占领军士兵与日本女人生下的混血儿被称为“GI婴儿”。

## 菲律賓
菲律賓在1898年成為美國殖民地後，先後設立了多達21個美軍基地，並曾有10萬美軍或工作人員駐紮。1992年當蘇碧灣基地關閉後，在當地留下了數以千計的美亞孩子。估計共有52,000美亞混血兒分部在整個菲律賓，大多數都被他們來自美國的父親所遺棄。